# Vokale Kommunikation
Die Vokale Kommunikation bezeichnet die inhaltsunabhängigen Aspekte der Lautsprache. Hierzu zählen u. a. das Sprechtempo, die Sprechmelodie, der Sprechrhythmus, Sprechpausen und vokale nicht inhaltsgebundene Äußerungen wie z. B. „ähm“.
Eine Besonderheit der vokalen Kommunikation gegenüber der Kommunikation in Schriftsprache oder der Maschinensprache ist, dass sich mit ihr neben dem formalen Inhalt auch Gefühle, persönliche Akzente und veränderte Bedeutungen, z. B. Ironisierungen, durch akustische Modulation übertragen lassen.

„(Miteinander-) Sprechen ist die kommunikative Reziprokhandlung, die

– situativ gesteuert

– persongebunden

– sprachbezogen

– formbestimmt

– leibhaft vollzogen

Sinn konstituiert und Handlungen auslöst.“